# Неріо I Аччаюолі
Неріо I Аччаюолі, повне ім'я Райнеріо I Аччаюолі (? — 25 вересня 1394) — герцог Афінський, італійський аристократ зі старовинного флорентійського роду Аччаюолі, що прийшов до влади в Греції франкської доби в останні десятиліття 14 століття.

## Життєпис
Неріо був сином Якопо Аччаюолі і Бартоломеї Річазолі, молодший брат Донато Аччаюолі, старший брат Джованні Аччаюолі. Коли його родич Ніколо Аччаюолі, великий сенешаль Неаполя, що володів землями і маєтками в Ахаї і Коринфі та створив Донато Аччаюолі вікарію в Греції, помер в 1371 році, його син і наступник Анжело Аччаюолі замінив Донато на Неріо в Греції.
Він брав участь у Раді Фів хрестоносців в жовтні 1373 року, хоча всі рішення Ради звелись нанівець. У 1374 році, коли помер Генеральний каталонський вікарій в Афінах Маттео Перальта, Неріо захопив Мегари. Ця перемога стала першою у майбутній серії завоювань та возвеличення Неріо. Після його захоплення Мегари, Неріо майже постійно вів війну із каталонцями, які правили в Афінах.
У 1378 році Неріо став членом Наваррської компанії Великим магістром госпітальєрів Хуаном Фернандесом де Ередія, для участі у війні останнього за Арту в Епірському деспотаті. Неріо, у свою чергу, залучив до Наварри Хуана де Уртубія, який завершував кампанію із військом до 100 солдатів і спромігся перейти Коринфський затоку. В 1379 році Хуан де Уртубія захопив Фіви.
7 липня 1385 року Неріо прийняв титул dominus Choranti et Ducaminis — Володар Коринфа і Афінського князівства. Взимку того ж року він успішно боровся з військом Османської імперії. У 1386 році він приєднав до своїх володінь нижнє місто Афін. Афінський акрополь Неріо Аччаюолі здобув 2 травня 1388 року, однак невдовзі чума змусила його повернутися разом із родиною у Фіви.
29 грудня 1391 року Неріо підписав договір з Амадео, князем Ахайським, проти Наварри. Король Неаполя Владислав зробив Неріо Герцогом Афінським 11 січня 1394 року. Він отримав цей титул за дев'ять місяців до смерті.